# Militärbibliothek der DDR
Die Militärbibliothek der Deutschen Demokratischen Republik in Dresden bestand bis 1990. Im Zuge der Auflösung der Nationalen Volksarmee wurde sie von der Bundeswehr übernommen und als Militärbibliothek Dresden fortgeführt.

## Geschichte bis 1990
Die Militärbibliothek wurde 1965 gegründet und unter dem Namen Deutsche Militärbibliothek in Strausberg bei Berlin eröffnet. 1971 erfolgte der Umzug nach Dresden und im Jahre 1972 die Umbenennung in Militärbibliothek der DDR. Sie verfügte über keinen historisch gewachsenen Bestand, hatte Archivfunktion für das gesamte militärische Schrifttum der DDR und erhielt Pflichtexemplare von Druckerzeugnissen der Nationalen Volksarmee und der Grenztruppen der DDR. Die Militärbibliothek hatte den Status einer zentralen Fachbibliothek. Sie besitzt einen nahezu vollständigen Bestand an Dissertationen und Diplomarbeiten der militärischen Bildungseinrichtungen der DDR.

## Geschichte nach 1990
Seit dem 1. Oktober 1992 ist die Bibliothek eine zentrale militärische Dienststelle der Bundeswehr und hat die Funktionen der bisherigen Zentralbibliothek der Bundeswehr in Düsseldorf übernommen. Mit ca. 150.000 Bänden ging seit Anfang des Jahres 1993 ein Großteil des Bestandes aus dieser Bibliothek auf die Militärbibliothek über. 1997/98 zog die Bibliothek von Dresden nach Strausberg bei Berlin um und wurde dort Teil der Akademie für Information und Kommunikation, des heutigen Zentrums Informationsarbeit Bundeswehr.